# بروتين تاو
الشكل:
توجد ستة أشكال من بروتين تاو في أنسجة الدماغ البشري، ويتم التمييز بينها من خلال عدد نطاقات البرويتين.ثلاثة من اشكال البروتين لديها ثلاثة نطاقات للربط والثلاثة الأخرى لديها أربعة نطاقات للربط. ويكون مكان انطقة الربط هذه في النهاية الكربوكسيلية من البروتين وتكون مشحونة بشحنة موجبة (ذلك ليتم الارتباط مع الانيببات الدقيقة سالبة الشحنة). اشكال التاو التي تحوي على أربعة انطقة للارتباط تكون احسن من تلك التي تحوي فقط على ثلاثة انطقة للربط وذلك لانه تزيد من استقرار الانيببات الدقيقة. وهذه الاشكال المتعددة من برتين تاو نتجت بسبب الوصل المتبادل للإكسون 2 , 3 و 10 في جين تاو.
تاو هو فوسفوبروتين مع 79 سيرين المحتملة (Ser) وثريونين (Thr) مواقع الفسفرة على أطول شكل من اشكال تاو. تم الإبلاغ عن الفسفرة في حوالي 30 من هذه المواقع في بروتينات تاو العادية.
وينظم فسفرة البروتين تاو من قبل مجموعة من كيناز، بما في ذلك (PKN)، وهو سيرين / ثريونين كيناز. عندما يتم تنشيط (PKN)، يتم فسفرة بروتين تاو، مما يؤدي إلى تفكيك الانيببات الدقيقة.
ويتم تنظيم فسفرة البروتين تاو مع تطور المراحل الجنينية. على سبيل المثال، يكون البروتين تاو في المراحل الجنينية أكثر فسفوريلية في الجهاز العصبي المركزي من البروتين تاو عند الكبار. درجة الفسفرة في جميع اشكال البروتين تاو الستة تتناقص مع التقدم في السن بسبب تفعيل الفوسفاتاسيس. مثل كيناز، فوسفاتاسيس أيضا تلعب دورا في تنظيم الفسفرة من تاو. على سبيل المثال، PP2A و PP2B على حد سواء موجودة في أنسجة الدماغ ولديها القدرة على ديفوسفوريلات Ser396 . ربط هذه الفوسفاتاتيس إلى تاو يؤثر على الترابط ما بين تاو والانيببات الدقيقة.
بروتينات تاو (أو بروتينات τ، وهو حرف يوناني) هي البروتينات التي تساعد على استقرار الأنابيب الدقيقة. فهي وفيرة في الخلايا العصبية في الجهاز العصبي المركزي وأقل شيوعا في أماكن أخرى، كما يتم التعبير عنها أيضا في مستويات منخفضة جدا في الجهاز العصبي المركزي في الخلايا النجمية وخلايا الأوليغوديندرايت.
ترتبط الأمراض والخرف في الجهاز العصبي مثل مرض الزهايمر ومرض باركنسون  ببروتينات تاو التي أصبحت مختلة ولم تعد قادرة على توفير الاستقرار للانابيب الدقيقة بالشكل صحيح.
بروتينات تاو هي نتاج الربط البديلة من جين واحد في الإنسان هو (MAPT) (microtubule -associated protein tau) ويقع على الكروموسوم 17.
تم تحديد بروتينات تاو في عام 1975 باعتبارها بروتينات مستقرة للحرارة ضرورية لتجميع الأنابيب الدقيقة ، وقد تبين أن لها خصائص البروتينات.

## الوظيفة
البروتين تاو هو من البروتينات عالية الذائبية المرتبطة بالانيببات الدقيقة (MAP). في الإنسان، توجد هذه البروتينات في الغالب في الخلايا العصبية مقارنة بالخلايا غير العصبية. واحدة من المهام الرئيسية لبروتين تاو هي المحافظة على استقرار الأنابيب الدقيقة في المحور العصبي. يوجد في الجهاز العصبي بروتينات (MAPs) أخرى وتؤدي نفس الوظيفة، كما اقترح من قبل تجربة الفئران (tau knockout mice) التي لم تظهر تشوهات أي في نمو الدماغ - ربما بسبب التعويض في نقص تاو من قبل (MAPs) أخرى. البروتين تاو غير موجود في التشعبات وينشط في الأجزاء البعيدة من المحاور حيث أنه يوفر استقرار الأنيببات والمرونة أيضا حسب الحاجة. هذا يتناقض مع البروتينات MAP6 (STOP في الأجزاء القريبة من المحاور، والتي في دورها تؤمن الأنابيب الدقيقة و MAP2 التي تعمل على استقرار الأنابيب الدقيقة في التشعبات.
تتفاعل بروتينات تاو مع توبولين لتحقيق الاستقرار في الأنابيب الدقيقة وتعزيز تجميع الأنبوبة في الأنابيب الدقيقة. بروتين تاو لديه طريقتان للسيطرة على استقرار أنيبيب: إيسوفورمز والفسفرة.

## روابط خارجية
- tau+Proteins في المكتبة الوطنية الأمريكية للطب نظام فهرسة المواضيع الطبية (MeSH).

- GeneReviews/NCBI/NIH/UW entry on MAPT-Related Disorders
- MR scans of variant CJD نسخة محفوظة 3 ديسمبر 2013 على موقع واي باك مشين. CSF Tau positive man

10.1074/jbc.M007427200
10.1111/j.1471-4159.1992.tb10039.x
10.1016/0896-6273(94)90264-X
10.1016/j.biocel.2010.07.016
10.1073/pnas.85.11.4051
10.1016/0896-6273(89)90210-9
10.1073/pnas.72.5.1858
10.1016/0022-2836(77)90213-3
10.1016/0022-2836(77)90214-5
10.1038/369488a0